# انتقال بافلوف العملي
انتقال بافلوف العملي هو ظاهرة نفسية تظهر حين يغير منبه مشروط (سي إس، أو يُعرَف باسم «إلماعة»)، مرتبط بمنبهات مجزية أو منفرة عبر الإشراط الكلاسيكي، من التميز التحفيزي والسلوك الاستثابي. حُدد شكلان مميزان من انتقال بافلوف العملي لدى البشر والحيوانات الأخرى، وهما الانتقال المحدد والانتقال العام، مع تواسط ركائز عصبية فريدة في كل نوع. فيما يتعلق بالمنبهات المجزية، يحدث انتقال بافلوف العملي المحدد حين يترافق المنبه المشروط بمنبه مجزٍ محدد عبر الإشراط الكلاسيكي ويعزز التعرض اللاحق للمنبه المشروط استجابة استثابية موجهة نحو المكافأة نفسها التي كان مترافقًا بها (أي يعزز سلوك الإقدام). يحدث انتقال بافلوف العملي العام حين يترافق منبه مشروط مع مكافأة واحدة تعزز الاستجابة الاستثابية الموجهة نحو منبه مجزٍ مختلف.
أحد الأمثلة على انتقال بافلوف العملي المحدد، والذي وضعته مجلة علم الأعصاب عام 2013، هو التالي: «في سيناريو تجربة نموذجي، دُرِّب الفأر على ربط صوت (منبه مشروط) بتلقي الطعام. لاحقًا، يخضع الفأر لتدريب عملي يتعلم فيه الضغط على الرافعة لتلقي بعض الطعام (دون وجود الصوت). وأخيرًا، تُقدم للفأر فرصة الضغط على الرافعة، وهذه المرة بوجود وغياب الصوت. أظهرت النتائج أن الفأر يضغط على الرافعة أكثر بوجود الصوت مقارنةً بغيابه، حتى لو لم يُقرَن الصوت سابقًا مع ضغط الرافعة. انتقل ترابط الصوت والطعام البافلوفي المكتسب في البداية إلى الموقف العملي بطريقة ما، ومن هنا أتت تسمية انتقال بافلوف العملي.»

## الانتقال المحدد والعام
فيما يتعلق بالمنبهات المجزية، يحدث انتقال بافلوف العملي المحدد حين يترافق المنبه المشروط بمنبه مجزٍ محدد عبر الإشراط الكلاسيكي ويعزز التعرض اللاحق للمنبه المشروط استجابة استثابية موجهة نحو المكافأة نفسها التي كان مترافقًا بها (أي يعزز سلوك الإقدام). يحدث انتقال بافلوف العملي العام حين يترافق منبه مشروط مع مكافأة واحدة وتعزز الاستجابة الاستثابية الموجهة نجو منبه مجزٍ مختلف. تؤثر عوامل الحالة العصبية الحيوية (مثل حالتي الشهية والشبع، ومستوى التوتر، والحالات الدوائية مثل التسمم والسحب.. إلخ)، وعلى وجه الخصوص الحالة التحفيزية للحيوان، في مقدار التميز التحفيزي المشهّي الذي يمنحه إلماع المكافأة للمنبه المجزي عبر انتقال بافلوف العملي. يضخم التوتر الحاد من الأهمية التحفيزية التي يمنحها إلماع المكافأة للمنبه المجزي عبر انتقالي بافلوف العمليين المحدد والعام، ولكن، يقلل التوتر المزمن من التأثير التحفيزي لإلماع المكافأة.
يحدث انتقال بافلوف العملي المحدد والعام أيضًا مع المنبهات المنفرة وتُعرّف بشكل مماثل. يحدث انتقال بافلوف العملي مع منبه منفر حين يُقرن المنبه المشروط مع منبه منفر، يعزز التعرض اللاحق للمنبه المشروط من الاستجابة الاستثابية الموجهة بعيدًا عن المنبه المنفر الذي كان مقرونًا بالمنبه المشروط (أي سلوك الهرب والتجنب). يحدث انتقال بافلوف العملي مع منبه منفر حين يقرن المنبه المشروط مع منبه منفر فيعزز الاستجابة الاستثابية الموجهة بعيدًا عن منبه منفر مختلف.

## الركائز العصبية
بناءً على الدراسات التي اُجريَت على الفئران والتي تضمنت انتقال بافلوف العملي مع مكافآت، تواسط كل من قشر النواة المتكئة واللوزة القاعدية الوحشية في انتقال بافلوف العملي المحدد، في حين تواسط كل من لب النواة المتكئة واللوزة المركزية في انتقال بافلوف العملي الكلي. تبين عبر تجارب انتقال بافلوف العملي مع مكافآت على البشر والتي أُجري فيها تصوير عصبي، توافُق الدراسات مع هذه النتائج.

## الأهمية السريرية

### الإدمان
نظرًا لتأثير إشارات المكافأة وانتقال بافلوف العملي على تضخيم الأهمية التحفيزية للمنبه المجزي، يُعتقَد أن انتقال بافلوف العملي هو أحد الآليات المسؤولة عن إنتاج «الرغبة المثارة بالإشارة»، أو اشتهاء العقار الذي يظهر حين يُعرض الفرد المصاب بإدمان العقار لإشارة (إلماع) العقار حتى بعد فترات طويلة من الامتناع عن تعاطيه. على سبيل المثال، استخدمت وكالات مكافحة المخدرات سابقًا ملصقات تحوي صورًا لأدوات تعاطي المخدرات، والذي يعد نوعًا من إلماع المخدر، في محاولة منها لإظهار الأخطار الناتجة عن تعاطي المخدرات. ولكن، لم تعد تستخدم هذه الملصقات لأن تأثير التميز التحفيزي يتسبب في الاشتهاء والانتكاس عند رؤية المنبه المرسوم في الملصق.

### الحمية
يمكن أن تثير رؤية أو رائحة الطعام الذي تناوله الفرد واستمتع به سابقًا الجوع (أي الدافع لتناول الطعام) لدى البشر، وهو تأثير يفترض أنه يتواسطه انتقال بافلوف العملي. في تجارب انتقال بافلوف العملي لدى الفئران، تبين أن تقديم منبه مشروط مقرون بالطعام قد زاد من الأفعال العملية والتي عُززت بواسطة الطعام، مثل فعل الضغط على رافعة والذي يقود إلى تلقي كرات الطعام.